# Ernst Graf (Philologe)
Heinrich Ernst Graf (* 20. April 1861 in Meißen; † 12. November 1940 in Quedlinburg) war ein deutscher Klassischer Philologe und Gymnasiallehrer, der an den Gymnasien in Gumbinnen und Quedlinburg unterrichtete. Sein Forschungsschwerpunkt war die antike Musik und Musiktheorie.

## Leben
Ernst Graf war der Sohn des Orientalisten, Alttestamentlers und Gymnasiallehrers Karl Heinrich Graf (1815–1869). Er besuchte von Ostern 1874 bis Ostern 1880 die Landes- und Fürstenschule St. Afra in Meißen, wo Otto Höfer sein Klassenkamerad war, und studierte anschließend wie dieser an der Universität Leipzig Klassische Philologie. Er wurde Mitglied des Klassisch-Philologischen Vereins Leipzig im Naumburger Kartellverband. Nach der Promotion zum Dr. phil. am 27. Mai 1884 legte er am 18. November 1884 die Lehramtsprüfung in den Fächern Latein, Griechisch, Geschichte (für alle Klassen) und Deutsch (bis Unterstufe II) ab. Sein Probejahr im sächsischen Schuldienst (an der Thomasschule zu Leipzig, begonnen am 1. Januar 1885) unterbrach er ab dem 1. April 1885 für ein Jahr, um seinen Militärdienst abzuleisten. Auch nach Beendigung seiner Zeit als Einjährig-Freiwilliger blieb Graf seinem Regiment verbunden und nahm an Übungen teil. Am 18. November 1889 wurde er zum Sekondeleutnant der Reserve ernannt und am 18. November 1897 zum Premierleutnant der Landwehr.
Vom 1. April bis zum 30. September 1886 absolvierte Graf sein restliches Probejahr an der Landes- und Fürstenschule Meißen, wo er anschließend als Hilfslehrer provisorisch angestellt wurde. Zum 1. April 1887 legte Graf jedoch diese Stelle nieder und ging an die Philipps-Universität Marburg, um sich für Klassische Philologie zu habilitieren. Seine Habilitation erfolgte am 2. März 1889. Anschließend hielt er vom Sommersemester 1889 bis zum Sommersemester 1891 Vorlesungen ab. Da sich eine Berufung auf eine Professur nicht abzeichnete, gab Graf die akademische Laufbahn nach zwei Jahren wieder auf und trat im August 1891 als Kandidat in den preußischen Schuldienst ein.
Ab dem 1. April 1892 unterrichtete Graf als provisorischer Hilfslehrer am Königlichen Gymnasium in Gumbinnen (Ostpreußen). Ein Jahr später wurde er dort als Oberlehrer fest angestellt. Zum 1. Oktober 1894 wechselte er in derselben Eigenschaft an das Königliche Gymnasium in Quedlinburg, wo er seine gesamte weitere Laufbahn verbrachte. 1905 wurde er zum Gymnasialprofessor ernannt.
Während des Ersten Weltkriegs nahm Graf in Quedlinburg Urlaub und unterrichtete (als Hauptmann der Landwehr) an der Unteroffizier-Vorschule in Annaburg. Am 1. Oktober 1923 trat er in Quedlinburg in den Ruhestand.
Wie viele Gymnasiallehrer seiner Zeit veröffentlichte Graf mehrere wissenschaftliche Abhandlungen, vor allem als Beilage zum Vorlesungsverzeichnis, zum Schulprogramm oder in Zeitschriften. Sein Forschungsschwerpunkt war die antike Musik und Musiktheorie. Neben Einzelstudien verfasste er auch zwei Dutzend Artikel für die Neubearbeitung von Paulys Realencyclopädie der classischen Altertumswissenschaft (RE), die sein Marburger Kollege Georg Wissowa ab 1891 herausgab.

## Schriften (Auswahl)
- Ad aureae aetatis fabulam symbola. Dissertation, Leipzig 1884 (veröffentlicht in: Leipziger Studien zur classischen Philologie. Band 8, 1885, S. 1–84)
- De Graecorum veterum re musica quaestionum capita duo. Marburg 1889 (Habilitationsschrift)
- Rythmus[sic!] und Metrum. Zur Synonymik. Marburg 1891
- Pindars logaödische Strophen. Marburg 1892
- Die Theorie der Akustik im griechischen Altertum. Gumbinnen 1894 (Schulprogramm)
- Der Kampf um die Musik im griechischen Altertum. Quedlinburg 1907 (Schulprogramm)